# Coupe de la Ligue de football 1986
Navigation
Édition précédente Édition suivante
La Coupe de la Ligue de football 1986 est la deuxième des cinq éditions de l'ancienne version de la Coupe de la Ligue, disputées dans les années 1980 et années 1990.
Les premiers tours se déroulent au printemps et à l'été, et la phase finale est jouée à l'automne.
La compétition est remportée par le Football Club de Metz face à l'AS Cannes.

## Règlement
Chaque entraîneur peut apposer seize noms sur la feuille de match. Seulement trois changements sont possibles. Un essai d'un joueur n'appartenant pas au club est autorisé.

## Participants
20 clubs de première et 36 clubs de deuxième division participent à cette coupe de la Ligue.

### Clubs de première division
| - AJ Auxerre - SC Bastia - Girondins de Bordeaux - Brest Armorique Football Club - Stade lavallois - Le Havre Athletic Club - Racing Club de Lens - Lille OSC - Olympique de Marseille - Football Club de Metz | - AS Monaco - AS Nancy-Lorraine - FC Nantes - OGC Nice - Paris SG - Stade rennais Football Club - FC Sochaux - RC Strasbourg - Sporting Club de Toulon et du Var - Toulouse Football Club |

### Clubs de deuxième division
| - Sporting Club Abbeville - Olympique d'Alès - Angers Sporting Club de l'Ouest - AS Beauvais - Racing Club Franc-Comtois de Besançon - Association Sportive de Béziers - Stade Malherbe Caennais - Association sportive de Cannes football - FC Chaumont - USL Dunkerque - FC Gueugnon - EA Guingamp - Football Club Association Sportive de Grenoble - FC Istres - USF Le Puy - Limoges FC - FC Lorient - Olympique lyonnais | - FC Martigues - Football Club Montceau Bourgogne - Montpellier HSC - FC Mulhouse - Nîmes Olympique - Chamois niortais FC - Union Sportive d'Orléans - Racing Club de Paris - Stade Quimpérois - Association Sportive Red Star 93 - Stade de Reims - FC Rouen - AS Saint-Étienne - CS Sedan-Ardennes - FC Sète - CS Thonon - Football Club de Tours - Valenciennes FC |

## Premier tour
9 groupes de 4 équipes.
Le premier de chaque groupe qualifié pour le deuxième tour, plus les trois meilleurs deuxième. Les matchs ont lieu le 3, le 10 et le 17 mai.

### Groupe A
| Rang | Équipe                    | Pts | J | G | N | P | Bp | Bc | Diff |  | Résultats (▼ dom., ► ext.) | EAG | FCL | SQ  | SCO |
| ---- | ------------------------- | --- | - | - | - | - | -- | -- | ---- |  | -------------------------- | --- | --- | --- | --- |
| 1    | En Avant de Guingamp (D2) | 5   | 3 | 2 | 1 | 0 | 8  | 2  | +6   |  | En Avant de Guingamp (D2)  |     |     | 1-1 | 4-0 |
| 2    | FC Lorient (D2)           | 4   | 3 | 2 | 0 | 1 | 6  | 6  | 0    |  | FC Lorient (D2)            | 1-3 |     | 2-1 |     |
| 3    | Stade Quimpérois (D2)     | 2   | 3 | 0 | 2 | 1 | 3  | 4  | -1   |  | Stade Quimpérois (D2)      |     |     |     | 1-1 |
| 4    | Angers SCO (D2)           | 1   | 3 | 0 | 1 | 2 | 3  | 8  | -5   |  | Angers SCO (D2)            |     | 2-3 |     |     |

### Groupe B
| Rang | Équipe           | Pts | J | G | N | P | Bp | Bc | Diff |  | Résultats (▼ dom., ► ext.) | FCG | FCM | CST | BRC |
| ---- | ---------------- | --- | - | - | - | - | -- | -- | ---- |  | -------------------------- | --- | --- | --- | --- |
| 1    | FC Gueugnon (D2) | 5   | 3 | 2 | 1 | 0 | 4  | 2  | +2   |  | FC Gueugnon (D2)           |     |     |     | 2-1 |
| 2    | FC Mulhouse (D2) | 4   | 3 | 1 | 2 | 0 | 4  | 1  | +3   |  | FC Mulhouse (D2)           | 1-1 |     | 0-0 |     |
| 3    | CS Thonon (D2)   | 3   | 3 | 1 | 1 | 1 | 1  | 1  | 0    |  | CS Thonon (D2)             | 0-1 |     |     | 1-0 |
| 4    | Besançon RC (D2) | 0   | 3 | 0 | 0 | 3 | 1  | 6  | -5   |  | Besançon RC (D2)           |     | 0-3 |     |     |

### Groupe C
| Rang | Équipe                        | Pts | J | G | N | P | Bp | Bc | Diff |  | Résultats (▼ dom., ► ext.)    | USO | LFC | CNF | TFC |
| ---- | ----------------------------- | --- | - | - | - | - | -- | -- | ---- |  | ----------------------------- | --- | --- | --- | --- |
| 1    | Union Sportive d'Orléans (D2) | 4   | 3 | 1 | 2 | 0 | 9  | 3  | +6   |  | Union Sportive d'Orléans (D2) |     | 7-1 |     |     |
| 2    | Limoges FC (D2)               | 4   | 3 | 2 | 0 | 1 | 4  | 8  | -4   |  | Limoges FC (D2)               |     |     | 2-1 | 1-0 |
| 3    | Chamois niortais FC (D2)      | 2   | 3 | 0 | 2 | 1 | 4  | 5  | -1   |  | Chamois niortais FC (D2)      | 2-2 |     |     |     |
| 4    | Football Club de Tours (D2)   | 2   | 3 | 0 | 2 | 1 | 1  | 2  | -1   |  | Football Club de Tours (D2)   | 0-0 |     | 1-1 |     |

### Groupe D
| Rang | Équipe                  | Pts | J | G | N | P | Bp | Bc | Diff |  | Résultats (▼ dom., ► ext.) | ASSE | PUY | OL  | GF38 |
| ---- | ----------------------- | --- | - | - | - | - | -- | -- | ---- |  | -------------------------- | ---- | --- | --- | ---- |
| 1    | AS Saint-Étienne (D2)   | 5   | 3 | 2 | 1 | 0 | 5  | 1  | +4   |  | AS Saint-Étienne (D2)      |      | 2-0 | 2-0 |      |
| 2    | USF Le Puy (D2)         | 3   | 3 | 1 | 1 | 1 | 3  | 2  | +1   |  | USF Le Puy (D2)            |      |     | 0-0 | 3-0  |
| 3    | Olympique lyonnais (D2) | 3   | 3 | 1 | 1 | 1 | 4  | 5  | -1   |  | Olympique lyonnais (D2)    |      |     |     | 4-3  |
| 4    | Grenoble Foot 38 (D2)   | 1   | 3 | 0 | 1 | 2 | 4  | 8  | -4   |  | Grenoble Foot 38 (D2)      | 1-1  |     |     |      |

### Groupe E
| Rang | Équipe                     | Pts | J | G | N | P | Bp | Bc | Diff |  | Résultats (▼ dom., ► ext.) | SMC | RCP | FCR | RED |
| ---- | -------------------------- | --- | - | - | - | - | -- | -- | ---- |  | -------------------------- | --- | --- | --- | --- |
| 1    | Stade Malherbe Caen (D2)   | 5   | 3 | 2 | 1 | 0 | 5  | 2  | +3   |  | Stade Malherbe Caen (D2)   |     | 0-0 | 3-2 |     |
| 2    | Racing club de France (D2) | 5   | 3 | 2 | 1 | 0 | 4  | 1  | +3   |  | Racing club de France (D2) |     |     |     | 2-1 |
| 3    | FC Rouen (D2)              | 2   | 3 | 1 | 0 | 2 | 4  | 6  | -2   |  | FC Rouen (D2)              |     | 0-2 |     |     |
| 4    | Red Star 93 (D2)           | 0   | 3 | 0 | 0 | 3 | 2  | 6  | -4   |  | Red Star 93 (D2)           | 0-2 |     | 1-2 |     |

### Groupe F
| Rang | Équipe                | Pts | J | G | N | P | Bp | Bc | Diff |  | Résultats (▼ dom., ► ext.) | FCM | OA  | MHSC | ASB |
| ---- | --------------------- | --- | - | - | - | - | -- | -- | ---- |  | -------------------------- | --- | --- | ---- | --- |
| 1    | FC Martigues (D2)     | 5   | 3 | 2 | 1 | 0 | 10 | 4  | +6   |  | FC Martigues (D2)          |     |     | 3-1  | 6-2 |
| 2    | Olympique d'Alès (D2) | 4   | 3 | 1 | 2 | 0 | 7  | 5  | +2   |  | Olympique d'Alès (D2)      | 1-1 |     | 2-2  |     |
| 3    | Montpellier HSC (D2)  | 2   | 3 | 0 | 2 | 1 | 5  | 7  | -2   |  | Montpellier HSC (D2)       |     |     |      | 2-2 |
| 4    | AS Béziers (D2)       | 1   | 3 | 0 | 1 | 2 | 6  | 12 | -6   |  | AS Béziers (D2)            |     | 2-4 |      |     |

### Groupe G
| Rang | Équipe                     | Pts | J | G | N | P | Bp | Bc | Diff |  | Résultats (▼ dom., ► ext.) | SDR | FCC | CSSA | FCM |
| ---- | -------------------------- | --- | - | - | - | - | -- | -- | ---- |  | -------------------------- | --- | --- | ---- | --- |
| 1    | Stade de Reims (D2)        | 6   | 3 | 3 | 0 | 0 | 8  | 4  | +4   |  | Stade de Reims (D2)        |     |     | 3-2  | 2-0 |
| 2    | FC Chaumont (D2)           | 4   | 3 | 2 | 0 | 1 | 7  | 6  | +1   |  | FC Chaumont (D2)           | 2-3 |     |      | 3-2 |
| 3    | CS Sedan-Ardennes (D2)     | 1   | 3 | 0 | 1 | 2 | 3  | 5  | -2   |  | CS Sedan-Ardennes (D2)     |     | 1-2 |      |     |
| 4    | FC Montceau Bourgogne (D2) | 1   | 3 | 0 | 1 | 2 | 2  | 5  | -3   |  | FC Montceau Bourgogne (D2) |     |     | 0-0  |     |

### Groupe H
| Rang | Équipe               | Pts | J | G | N | P | Bp | Bc | Diff |  | Résultats (▼ dom., ► ext.) | FCS | ASC | NO  | FCI |
| ---- | -------------------- | --- | - | - | - | - | -- | -- | ---- |  | -------------------------- | --- | --- | --- | --- |
| 1    | FC Sète (D2)         | 5   | 3 | 2 | 1 | 0 | 5  | 1  | +4   |  | FC Sète (D2)               |     | 0-0 | 2-0 |     |
| 2    | AS Cannes (D2)       | 5   | 3 | 2 | 1 | 0 | 6  | 3  | +3   |  | AS Cannes (D2)             |     |     |     | 2-0 |
| 3    | Nîmes Olympique (D2) | 2   | 3 | 1 | 0 | 2 | 4  | 6  | -2   |  | Nîmes Olympique (D2)       |     | 3-4 |     | 1-0 |
| 4    | FC Istres (D2)       | 0   | 3 | 0 | 0 | 3 | 1  | 6  | -5   |  | FC Istres (D2)             | 1-3 |     |     |     |

### Groupe I
| Rang | Équipe                       | Pts | J | G | N | P | Bp | Bc | Diff |  | Résultats (▼ dom., ► ext.)   | VAFC | SCA | ASBO | USL |
| ---- | ---------------------------- | --- | - | - | - | - | -- | -- | ---- |  | ---------------------------- | ---- | --- | ---- | --- |
| 1    | Valenciennes FC (D2)         | 5   | 3 | 2 | 1 | 0 | 8  | 3  | +5   |  | Valenciennes FC (D2)         |      |     | 3-1  |     |
| 2    | Sporting Club Abbeville (D2) | 5   | 3 | 2 | 1 | 0 | 4  | 2  | +2   |  | Sporting Club Abbeville (D2) | 1-1  |     |      | 2-1 |
| 3    | AS Beauvais (D2)             | 1   | 3 | 0 | 1 | 2 | 2  | 5  | -3   |  | AS Beauvais (D2)             |      | 0-1 |      | 1-1 |
| 4    | USL Dunkerque (D2)           | 1   | 3 | 0 | 1 | 2 | 3  | 7  | -4   |  | USL Dunkerque (D2)           | 1-4  |     |      |     |

## Deuxième tour
Le premier de chaque groupe qualifié pour les 1/4 de finale. Les matchs ont lieu le 5, le 12, le 16, le 19 et le 26 juillet ainsi que le 1er août.

### Groupe 1
| Rang | Équipe                    | Pts | J | G | N | P | Bp | Bc | Diff |  | Résultats (▼ dom., ► ext.) | EAG | SB29 | SR  | FCN |
| ---- | ------------------------- | --- | - | - | - | - | -- | -- | ---- |  | -------------------------- | --- | ---- | --- | --- |
| 1    | En Avant de Guingamp (D2) | 8   | 6 | 4 | 0 | 2 | 9  | 10 | -1   |  | En Avant de Guingamp (D2)  |     | 1-0  | 2-1 | 3-1 |
| 2    | Stade brestois 29         | 7   | 6 | 3 | 1 | 2 | 9  | 8  | +1   |  | Stade brestois 29          | 3-0 |      | 2-1 | 3-2 |
| 3    | Stade rennais             | 5   | 6 | 2 | 1 | 3 | 10 | 7  | +3   |  | Stade rennais              | 3-0 | 3-0  |     | 1-2 |
| 4    | FC Nantes                 | 4   | 6 | 1 | 2 | 3 | 9  | 12 | -3   |  | FC Nantes                  | 2-3 | 1-1  | 1-1 |     |

### Groupe 2
| Rang | Équipe                     | Pts | J | G | N | P | Bp | Bc | Diff |  | Résultats (▼ dom., ► ext.) | FCGB | RCP | TFC | USO |
| ---- | -------------------------- | --- | - | - | - | - | -- | -- | ---- |  | -------------------------- | ---- | --- | --- | --- |
| 1    | Girondins de Bordeaux      | 9   | 6 | 4 | 1 | 1 | 9  | 5  | +4   |  | Girondins de Bordeaux      |      | 2-1 | 1-1 | 3-1 |
| 2    | Racing club de France (D2) | 7   | 6 | 3 | 1 | 2 | 10 | 8  | +2   |  | Racing club de France (D2) | 1-2  |     | 2-1 | 3-1 |
| 3    | Toulouse FC                | 6   | 6 | 2 | 2 | 2 | 7  | 8  | -1   |  | Toulouse FC                | 1-0  | 1-1 |     | 2-1 |
| 4    | US Orléans                 | 2   | 6 | 1 | 0 | 5 | 7  | 12 | -5   |  | US Orléans                 | 0-1  | 1-2 | 3-1 |     |

### Groupe 3
| Rang | Équipe                   | Pts | J | G | N | P | Bp | Bc | Diff |  | Résultats (▼ dom., ► ext.) | SMC | SL  | PSG | HAC |
| ---- | ------------------------ | --- | - | - | - | - | -- | -- | ---- |  | -------------------------- | --- | --- | --- | --- |
| 1    | Stade Malherbe Caen (D2) | 8   | 6 | 4 | 0 | 2 | 8  | 7  | +1   |  | Stade Malherbe Caen (D2)   |     | 1-0 | 3-2 | 1-0 |
| 2    | Stade lavallois          | 6   | 6 | 3 | 0 | 3 | 9  | 7  | +2   |  | Stade lavallois            | 2-0 |     | 1-3 | 4-0 |
| 3    | Paris SG                 | 5   | 6 | 2 | 1 | 3 | 10 | 9  | +1   |  | Paris SG                   | 2-3 | 0-1 |     | 2-0 |
| 4    | Le Havre Athletic Club   | 5   | 6 | 2 | 1 | 3 | 5  | 9  | -4   |  | Le Havre Athletic Club     | 1-0 | 3-1 | 1-1 |     |

### Groupe 4
| Rang | Équipe                       | Pts | J | G | N | P | Bp | Bc | Diff |  | Résultats (▼ dom., ► ext.)   | LOSC | RCL | VAFC | SCA |
| ---- | ---------------------------- | --- | - | - | - | - | -- | -- | ---- |  | ---------------------------- | ---- | --- | ---- | --- |
| 1    | Lille OSC                    | 8   | 6 | 3 | 2 | 1 | 8  | 3  | +5   |  | Lille OSC                    |      | 4-0 | 0-0  | 1-0 |
| 2    | Racing Club de Lens          | 8   | 6 | 4 | 0 | 2 | 8  | 9  | -1   |  | Racing Club de Lens          | 1-0  |     | 3-2  | 3-1 |
| 3    | Valenciennes FC (D2)         | 7   | 6 | 2 | 3 | 1 | 10 | 7  | +3   |  | Valenciennes FC (D2)         | 1-1  | 2-0 |      | 2-2 |
| 4    | Sporting Club Abbeville (D2) | 1   | 6 | 0 | 1 | 5 | 5  | 12 | -7   |  | Sporting Club Abbeville (D2) | 1-2  | 0-1 | 1-3  |     |

### Groupe 5
| Rang | Équipe                    | Pts | J | G | N | P | Bp | Bc | Diff |  | Résultats (▼ dom., ► ext.) | FCM | RCS | ASNL | SDR |
| ---- | ------------------------- | --- | - | - | - | - | -- | -- | ---- |  | -------------------------- | --- | --- | ---- | --- |
| 1    | Football Club de Metz     | 8   | 6 | 4 | 0 | 2 | 11 | 6  | +5   |  | Football Club de Metz      |     | 1-2 | 2-0  | 2-0 |
| 2    | Racing Club de Strasbourg | 8   | 6 | 4 | 0 | 2 | 9  | 6  | +3   |  | Racing Club de Strasbourg  | 0-2 |     | 3-1  | 1-0 |
| 3    | AS Nancy-Lorraine         | 6   | 6 | 3 | 0 | 3 | 10 | 11 | -1   |  | AS Nancy-Lorraine          | 3-2 | 1-3 |      | 3-0 |
| 4    | Stade de Reims (D2)       | 2   | 6 | 1 | 0 | 5 | 3  | 10 | -7   |  | Stade de Reims (D2)        | 1-2 | 1-0 | 1-2  |     |

### Groupe 6
| Rang | Équipe                | Pts | J | G | N | P | Bp | Bc | Diff |  | Résultats (▼ dom., ► ext.) | AJA | FCSM | ASSE | FCG |
| ---- | --------------------- | --- | - | - | - | - | -- | -- | ---- |  | -------------------------- | --- | ---- | ---- | --- |
| 1    | AJ Auxerre            | 9   | 6 | 4 | 1 | 1 | 8  | 4  | +4   |  | AJ Auxerre                 |     | 1-0  | 1-0  | 2-0 |
| 2    | FC Sochaux            | 8   | 6 | 3 | 2 | 1 | 13 | 7  | +6   |  | FC Sochaux                 | 3-2 |      | 3-1  | 0-0 |
| 3    | AS Saint-Étienne (D2) | 5   | 6 | 2 | 1 | 3 | 10 | 14 | -4   |  | AS Saint-Étienne (D2)      | 1-1 | 2-6  |      | 3-2 |
| 4    | FC Gueugnon (D2)      | 2   | 6 | 0 | 2 | 4 | 4  | 10 | -6   |  | FC Gueugnon (D2)           | 0-1 | 1-1  | 1-3  |     |

### Groupe 7
| Rang | Équipe                 | Pts | J | G | N | P | Bp | Bc | Diff |  | Résultats (▼ dom., ► ext.) | OM  | FCM | STV | FCS |
| ---- | ---------------------- | --- | - | - | - | - | -- | -- | ---- |  | -------------------------- | --- | --- | --- | --- |
| 1    | Olympique de Marseille | 10  | 6 | 4 | 2 | 0 | 11 | 3  | +8   |  | Olympique de Marseille     |     | 2-0 | 1-0 | 2-1 |
| 2    | FC Martigues (D2)      | 8   | 6 | 3 | 2 | 1 | 8  | 5  | +3   |  | FC Martigues (D2)          | 1-1 |     | 3-1 | 2-0 |
| 3    | Sporting Toulon Var    | 3   | 6 | 0 | 3 | 3 | 6  | 10 | -4   |  | Sporting Toulon Var        | 1-1 | 0-1 |     | 2-2 |
| 4    | FC Sète (D2)           | 3   | 6 | 0 | 3 | 3 | 6  | 13 | -7   |  | FC Sète (D2)               | 0-4 | 1-1 | 2-2 |     |

### Groupe 8
| Rang | Équipe         | Pts | J | G | N | P | Bp | Bc | Diff |  | Résultats (▼ dom., ► ext.) | ASC | ASM | OGCN | SCB |
| ---- | -------------- | --- | - | - | - | - | -- | -- | ---- |  | -------------------------- | --- | --- | ---- | --- |
| 1    | AS Cannes (D2) | 9   | 6 | 4 | 1 | 1 | 14 | 8  | +6   |  | AS Cannes (D2)             |     | 2-1 | 4-0  | 3-3 |
| 2    | AS Monaco      | 7   | 6 | 3 | 1 | 2 | 9  | 5  | +4   |  | AS Monaco                  | 0-1 |     | 4-1  | 1-0 |
| 3    | OGC Nice       | 5   | 6 | 2 | 1 | 3 | 7  | 13 | -6   |  | OGC Nice                   | 3-2 | 0-0 |      | 1-0 |
| 4    | SC Bastia      | 3   | 6 | 1 | 1 | 4 | 8  | 12 | -4   |  | SC Bastia                  | 1-2 | 1-3 | 3-2  |     |

## Phase finale

### Règlement
Tous les tours se déroulent en un seul match. En cas d'égalité à l'issue d'un match, une prolongation et éventuellement des tirs au but sont joués.

### Phase finale
|  | Quarts de finale       | Quarts de finale       | Quarts de finale       | Quarts de finale       |                       |                       | Demi-finales      | Demi-finales      | Demi-finales      | Demi-finales      |  |  | Finale                                             | Finale                                             | Finale                                             | Finale                                             |
|  |                        |                        |                        |                        |                       |                       |                   |                   |                   |                   |  |  |                                                    |                                                    |                                                    |                                                    |
|  | 7 octobre 1986,        | 7 octobre 1986,        | 7 octobre 1986,        | 7 octobre 1986,        |                       |                       | 25 novembre 1986, | 25 novembre 1986, | 25 novembre 1986, | 25 novembre 1986, |  |  | 6 décembre 1986, Stade Pierre-de-Coubertin, Cannes | 6 décembre 1986, Stade Pierre-de-Coubertin, Cannes | 6 décembre 1986, Stade Pierre-de-Coubertin, Cannes | 6 décembre 1986, Stade Pierre-de-Coubertin, Cannes |
|  | 7 octobre 1986,        | 7 octobre 1986,        | 7 octobre 1986,        | 7 octobre 1986,        |                       |                       | 25 novembre 1986, | 25 novembre 1986, | 25 novembre 1986, | 25 novembre 1986, |  |  | 6 décembre 1986, Stade Pierre-de-Coubertin, Cannes | 6 décembre 1986, Stade Pierre-de-Coubertin, Cannes | 6 décembre 1986, Stade Pierre-de-Coubertin, Cannes | 6 décembre 1986, Stade Pierre-de-Coubertin, Cannes |
|  | Football Club de Metz  | Football Club de Metz  | 3                      | 3                      |                       |                       | 25 novembre 1986, | 25 novembre 1986, | 25 novembre 1986, | 25 novembre 1986, |  |  | 6 décembre 1986, Stade Pierre-de-Coubertin, Cannes | 6 décembre 1986, Stade Pierre-de-Coubertin, Cannes | 6 décembre 1986, Stade Pierre-de-Coubertin, Cannes | 6 décembre 1986, Stade Pierre-de-Coubertin, Cannes |
|  | Football Club de Metz  | Football Club de Metz  | 3                      | 3                      |                       |                       | 25 novembre 1986, | 25 novembre 1986, | 25 novembre 1986, | 25 novembre 1986, |  |  | 6 décembre 1986, Stade Pierre-de-Coubertin, Cannes | 6 décembre 1986, Stade Pierre-de-Coubertin, Cannes | 6 décembre 1986, Stade Pierre-de-Coubertin, Cannes | 6 décembre 1986, Stade Pierre-de-Coubertin, Cannes |
|  | EA Guingamp            | EA Guingamp            | 2                      | 2                      |                       |                       | 25 novembre 1986, | 25 novembre 1986, | 25 novembre 1986, | 25 novembre 1986, |  |  | 6 décembre 1986, Stade Pierre-de-Coubertin, Cannes | 6 décembre 1986, Stade Pierre-de-Coubertin, Cannes | 6 décembre 1986, Stade Pierre-de-Coubertin, Cannes | 6 décembre 1986, Stade Pierre-de-Coubertin, Cannes |
|  | EA Guingamp            | EA Guingamp            | 2                      | 2                      | Football Club de Metz | Football Club de Metz | 6 ap              | 6 ap              |                   |                   |  |  | 6 décembre 1986, Stade Pierre-de-Coubertin, Cannes | 6 décembre 1986, Stade Pierre-de-Coubertin, Cannes | 6 décembre 1986, Stade Pierre-de-Coubertin, Cannes | 6 décembre 1986, Stade Pierre-de-Coubertin, Cannes |
|  | 14 octobre 1986,       |                        |                        |                        | Football Club de Metz | Football Club de Metz | 6 ap              | 6 ap              |                   |                   |  |  | 6 décembre 1986, Stade Pierre-de-Coubertin, Cannes | 6 décembre 1986, Stade Pierre-de-Coubertin, Cannes | 6 décembre 1986, Stade Pierre-de-Coubertin, Cannes | 6 décembre 1986, Stade Pierre-de-Coubertin, Cannes |
|  |                        |                        | Girondins de Bordeaux  | Girondins de Bordeaux  | 3                     | 3                     |                   |                   |                   |                   |  |  | 6 décembre 1986, Stade Pierre-de-Coubertin, Cannes | 6 décembre 1986, Stade Pierre-de-Coubertin, Cannes | 6 décembre 1986, Stade Pierre-de-Coubertin, Cannes | 6 décembre 1986, Stade Pierre-de-Coubertin, Cannes |
|  | Girondins de Bordeaux  | Girondins de Bordeaux  | Girondins de Bordeaux  | Girondins de Bordeaux  | 3                     | 3                     | 3 ap              | 3 ap              |                   |                   |  |  | 6 décembre 1986, Stade Pierre-de-Coubertin, Cannes | 6 décembre 1986, Stade Pierre-de-Coubertin, Cannes | 6 décembre 1986, Stade Pierre-de-Coubertin, Cannes | 6 décembre 1986, Stade Pierre-de-Coubertin, Cannes |
|  | Girondins de Bordeaux  | Girondins de Bordeaux  | 25 novembre 1986,      |                        |                       |                       | 3 ap              | 3 ap              |                   |                   |  |  | 6 décembre 1986, Stade Pierre-de-Coubertin, Cannes | 6 décembre 1986, Stade Pierre-de-Coubertin, Cannes | 6 décembre 1986, Stade Pierre-de-Coubertin, Cannes | 6 décembre 1986, Stade Pierre-de-Coubertin, Cannes |
|  | Lille OSC              | Lille OSC              | 2                      | 2                      |                       |                       |                   |                   |                   |                   |  |  | 6 décembre 1986, Stade Pierre-de-Coubertin, Cannes | 6 décembre 1986, Stade Pierre-de-Coubertin, Cannes | 6 décembre 1986, Stade Pierre-de-Coubertin, Cannes | 6 décembre 1986, Stade Pierre-de-Coubertin, Cannes |
|  | Lille OSC              | Lille OSC              | 2                      | 2                      | Football Club de Metz | Football Club de Metz | 2 ap              | 2 ap              |                   |                   |  |  |                                                    |                                                    |                                                    |                                                    |
|  | 11 novembre 1986,      |                        |                        |                        | Football Club de Metz | Football Club de Metz | 2 ap              | 2 ap              |                   |                   |  |  |                                                    |                                                    |                                                    |                                                    |
|  |                        |                        | AS Cannes              | AS Cannes              | 1                     | 1                     |                   |                   |                   |                   |  |  |                                                    |                                                    |                                                    |                                                    |
|  | AS Cannes              | AS Cannes              | AS Cannes              | AS Cannes              | 1                     | 1                     | 3                 | 3                 |                   |                   |  |  |                                                    |                                                    |                                                    |                                                    |
|  | AS Cannes              | AS Cannes              |                        |                        |                       |                       |                   |                   |                   |                   |  |  |                                                    |                                                    |                                                    |                                                    |
|  | Stade Malherbe Caen    | Stade Malherbe Caen    | 0                      | 0                      |                       |                       |                   |                   |                   |                   |  |  |                                                    |                                                    |                                                    |                                                    |
|  | Stade Malherbe Caen    | Stade Malherbe Caen    | 0                      | 0                      | AS Cannes             | AS Cannes             | 2                 | 2                 |                   |                   |  |  |                                                    |                                                    |                                                    |                                                    |
|  | 8 octobre 1986,        |                        |                        |                        | AS Cannes             | AS Cannes             | 2                 | 2                 |                   |                   |  |  |                                                    |                                                    |                                                    |                                                    |
|  |                        |                        | Olympique de Marseille | Olympique de Marseille | 0                     | 0                     |                   |                   |                   |                   |  |  |                                                    |                                                    |                                                    |                                                    |
|  | Olympique de Marseille | Olympique de Marseille | Olympique de Marseille | Olympique de Marseille | 0                     | 0                     | 3                 | 3                 |                   |                   |  |  |                                                    |                                                    |                                                    |                                                    |
|  | Olympique de Marseille | Olympique de Marseille |                        |                        |                       |                       |                   | 3                 |                   |                   |  |  |                                                    |                                                    |                                                    |                                                    |
|  | AJ Auxerre             | AJ Auxerre             | 1                      | 1                      |                       |                       |                   |                   |                   |                   |  |  |                                                    |                                                    |                                                    |                                                    |
|  | AJ Auxerre             | AJ Auxerre             | 1                      | 1                      |                       |                       |                   |                   |                   |                   |  |  |                                                    |                                                    |                                                    |                                                    |
|  |                        |                        |                        |                        |                       |                       |                   |                   |                   |                   |  |  |                                                    |                                                    |                                                    |                                                    |

### Finale
La finale est retransmise sur Canal Plus. Le capitaine messin Bernard Zénier reçoit le trophée des mains de Christian Sadoul, vice-président délégué de la LNF.
| 6 décembre 1986 | FC Metz                                        | 2-1 a.p. | AS Cannes                     | Stade Pierre-de-Coubertin, Cannes                          |                                                            |
| | Alain Colombo 56e · Philippe Hinschberger 116e | | Jean-François Charbonnier 47e | Spectateurs : 7 000 spectateurs Arbitrage : Michel Vautrot | Spectateurs : 7 000 spectateurs Arbitrage : Michel Vautrot |
| Michel Ettore - Sylvain Kastendeuch (Jean-André Ottaviani 115e ), Alain Colombo, Fernando Zappia, Frédéric Pons - Thierry Pauk (Plamen Markov 91e ), Philippe Hinschberger, Carlos Lopez, Bernard Zénier - Carmelo Micciche, Eric Black. · Entraîneur : Marcel Husson. | Équipes                                        | Gilles Morisseau - Bruno Chaverot, Franck Burnier, Alain Moizan, Alain Ravera (Ludovic Debru 65e ) - Boro Primorac, Serge Bellisi (Jean-Luc Sassus 71e ), Jean-François Charbonnier, Dominique Barberat (Pascal Guion 109e ) - Albert Emon, Dušan Savić. · Entraîneur : Jean Fernandez. |                               | Spectateurs : 7 000 spectateurs Arbitrage : Michel Vautrot | Spectateurs : 7 000 spectateurs Arbitrage : Michel Vautrot |

## Dotations financières
Pour son parcours, le FC Metz reçoit 1,8 million de francs. L'AS Cannes, finaliste malheureuse, reçoit 1,1 million de francs entre le début et la finale de l'épreuve.